# Bundesstraße 200
De Bundesstraße 200 (B200) is een Duitse bundesstraße in de deelstaat Sleeswijk-Holstein
De weg vormt de verbinding vanaf de Deense grens bij Kupfermühle via Flensburg naar Husum.

## Routebeschrijving
De B200 begint bij de Deense grens bij Kopfermühle als verlengde van de Sekundærrute 170 vanuit Aabenraa.
De B200 loopt zuidwaarts door de stad Flensburg. In Flensburg waar bij afrit Flensburg-Zentrum de B199 aansluit. De B199/B200 lopen samen door het westen van Flensburg. Bij afrit Flensburg-Süd buigt de B199 naar het oosten af. De B200 loopt vanaf hier naar het zuidwesten af en kruist bij afrit Flensburg de A7 en loopt vervolgens door landbouwgebied en eindigt in Husum op de B5, die de rondweg van Husum vormt.